# 3 av. J.-C.
Cette page concerne l'année 3 av. J.-C. du calendrier julien.

## Événements
- En Chine, la sécheresse dans le Shandong provoque la famine et des mouvements de foules[1].

- Date traditionnelle de la construction du Pont Julien au nord de Bonnieux (Vaucluse)[2].

## Naissances
- 24 décembre : Galba, empereur romain.
- Sénèque (Seneca), homme d'État romain (ou 4 av. J.-C.).